# The Reprieve: An Episode in the Life of Abraham Lincoln
The Reprieve: An Episode in the Life of Abraham Lincoln er en amerikansk stumfilm fra 1908 af Van Dyke Brooke.